# Top Country Albums
Top Country Albums es un gráfico publicado semanalmente por la revista Billboard en los Estados Unidos. La tabla de 50 posiciones enumera los álbumes de música country más populares del país, calculados semanalmente por Nielsen BDS en función de las ventas físicas junto con las ventas digitales y la transmisión. El gráfico se publicó por primera vez el 11 de enero de 1964 bajo el título Hot Country Albums. El primer álbum número uno fue Ring of Fire: The Best of Johnny Cash de Johnny Cash.
Cambió su nombre en la edición del 13 de enero de 1968 a Top Country LPs, a Top Country LP (sin apóstrofo) en la edición del 31 de mayo de 1980 y a Top Country Albums en la edición del 20 de octubre de 1984.